# Tám đen Hải Phòng (lúa)
Tám đen Hải Phòng là một giống lúa đặc sản được trồng tại thành phố Hải Phòng; là nguồn gen cây trồng quý hiếm cần bảo tồn của Việt Nam. Đây là giống phản ứng nhẹ với ánh sáng ngắn ngày nên thường trỗ bông từ cuối tháng 9 đế đầu tháng 10 hàng năm.

## Một số đặc điểm
Lúa có hạt thẫm màu nhất so với các giống lúa Tám ở các địa phương khác nên được gọi là Tám đen. Đây là giống lúa từng được trồng phổ biến ở Hải Phòng, nhất là các vùng ven biển.
- Thời gian sinh trưởng: 140-145 ngày;
- Cây cao 125 – 127 cm, cứng cây, chống đổ rất tốt;
- Hạt: 120 - 125 hạt/bông, dài, nặng 22-23 g/1000 hạt.
- Thích nghị: chống chịu mặn, chua khá; không chịu ngập úng; chống chịu khá với đạo ôn, khô vằn, bạc lá; hay nhiễm rầy nâu, sâu đục thân.
- Năng suất: đây là giống cho năng suất cao nhất so với các giống Tám ở các địa phương Miền Bắc, đạt 42-45 tạ/ha.[3]